# Bourseul
Bourseul [buʁsœl] est une commune française située dans le département des Côtes-d'Armor en région Bretagne.

## Géographie
| Pluduno             | Plancoët |                       |
| Plorec-sur-Arguenon | Bourseul | Corseul               |
| Jugon-les-Lacs      |          | Saint-Méloir-des-Bois |

### Hydrographie
Pour un article plus général, voir Réseau hydrographique des Côtes-d'Armor.
La commune est située dans le bassin Loire-Bretagne. Elle est drainée par l'Arguenon,.
L'Arguenon, d'une longueur de 53 km, prend sa source dans la commune du Mené et se jette  dans la Manche en limite de Saint-Cast-le-Guildo et de Saint-Jacut-de-la-Mer, après avoir traversé dix communes. 

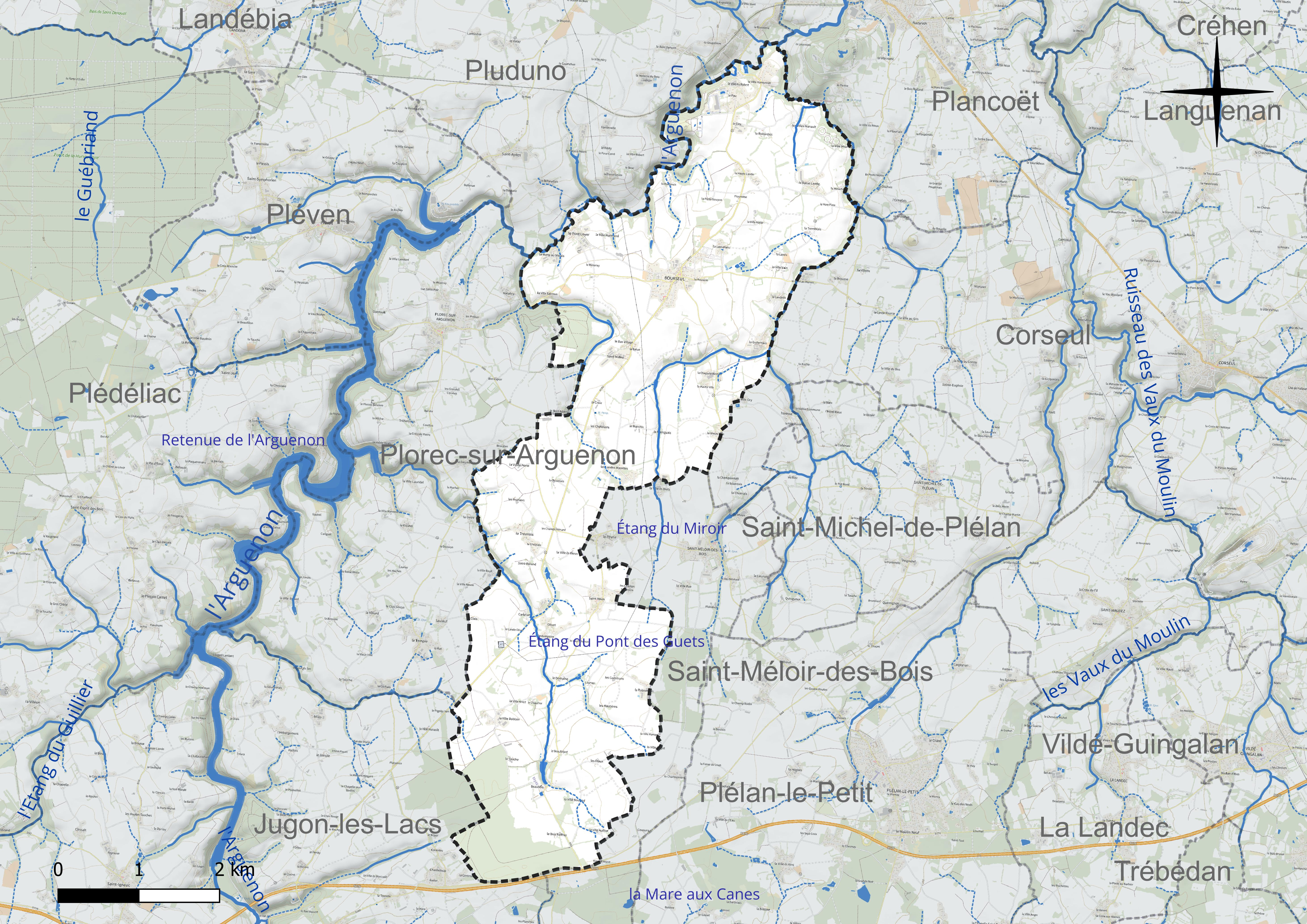
Réseau hydrographique de Bourseul.

### Climat
Pour des articles plus généraux, voir Climat de la Bretagne et Climat des Côtes-d'Armor.
En 2010, le climat de la commune est de type climat océanique franc, selon une étude du Centre national de la recherche scientifique s'appuyant sur une série de données couvrant la période 1971-2000. En 2020, Météo-France publie une typologie des climats de la France métropolitaine dans laquelle la commune est exposée à un climat océanique et est dans une zone de transition entre les régions climatiques « Finistère nord » et « Bretagne orientale et méridionale, Pays nantais, Vendée ». Parallèlement l'observatoire de l'environnement en Bretagne publie en 2020 un zonage climatique de la région Bretagne, s'appuyant sur des données de Météo-France de 2009. La commune est, selon ce zonage, dans la zone « Intérieur  », exposée à un climat médian, à dominante océanique.
Pour la période 1971-2000, la température annuelle moyenne est de 11,5 °C, avec une amplitude thermique annuelle de 11,5 °C. Le cumul annuel moyen de précipitations est de 728 mm, avec 12,5 jours de précipitations en janvier et 6,4 jours en juillet. Pour la période 1991-2020, la température moyenne annuelle observée sur la station météorologique la plus proche, située sur la commune de Quintenic à 13 km à vol d'oiseau, est de 11,6 °C et le cumul annuel moyen de précipitations est de 769,8 mm,. Pour l'avenir, les paramètres climatiques de la commune estimés pour 2050 selon différents scénarios d'émission de gaz à effet de serre sont consultables sur un site dédié publié par Météo-France en novembre 2022.

## Urbanisme

### Typologie
Au 1er janvier 2024, Bourseul est catégorisée commune rurale à habitat dispersé, selon la nouvelle grille communale de densité à 7 niveaux définie par l'Insee en 2022.
Elle est située hors unité urbaine et hors attraction des villes,.

### Occupation des sols
L'occupation des sols de la commune, telle qu'elle ressort de la base de données européenne d’occupation biophysique des sols Corine Land Cover (CLC), est marquée par l'importance des territoires agricoles (91,2 % en 2018), une proportion sensiblement équivalente à celle de 1990 (91,5 %). La répartition détaillée en 2018 est la suivante :
terres arables (60,1 %), prairies (18,9 %), zones agricoles hétérogènes (12,1 %), forêts (7,4 %), zones urbanisées (1,4 %). L'évolution de l’occupation des sols de la commune et de ses infrastructures peut être observée sur les différentes représentations cartographiques du territoire : la carte de Cassini (XVIIIe siècle), la carte d'état-major (1820-1866) et les cartes ou photos aériennes de l'IGN pour la période actuelle (1950 à aujourd'hui).

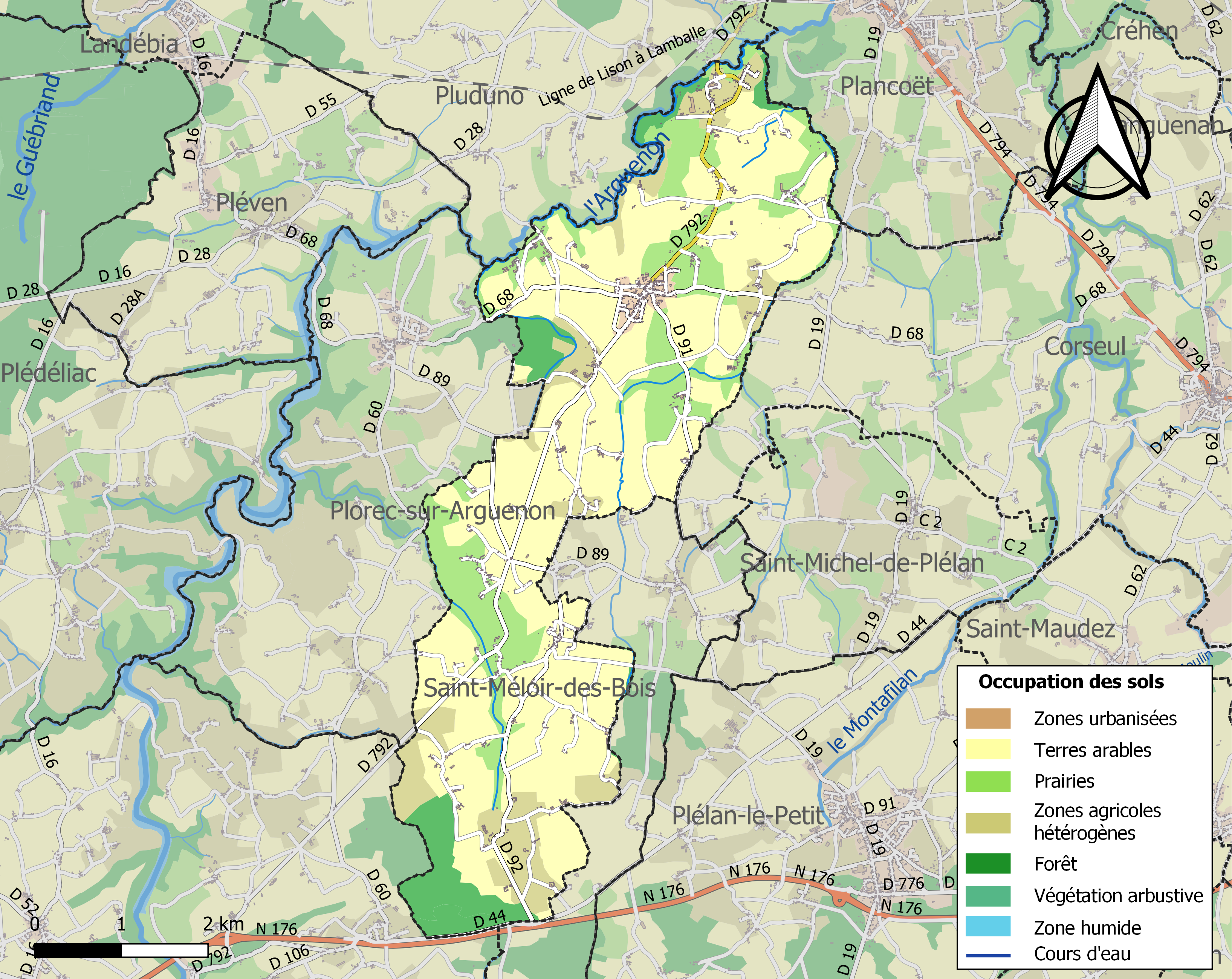
Carte des infrastructures et de l'occupation des sols de la commune en 2018 (CLC).

## Toponymie
Son nom vient, d'après Bernard Tanguy, en s'appuyant sur les graphies médiévales Borsoult au XIIIe siècle, Boursout au XIVe, du vieux breton borr que l'on retrouve avec un sens de protubérance, bosse, gros, important et soult (« domaine appartenant au fisc »).

## Histoire

### LeXXesiècle

#### Les guerres duXXesiècle
Le monument aux morts porte les noms de 68 soldats morts pour la Patrie :
- 62 sont morts durant la Première Guerre mondiale ;
- 4 sont morts durant la Seconde Guerre mondiale ;
- 1 est mort durant la guerre d'Indochine ;
- 1 est mort durant la guerre d'Algérie.

Né à Bourseul et chaudronnier de métier, Francis Créno s'installe dans la région parisienne. Pour avoir distribué des tracts jugés subversifs, il est condamné à 15 ans de prison. Le 5 décembre 1941, à la suite d'un attentat contre l'armée d'occupation, les autorités allemandes décident d'exécuter une centaine d'otages « qui avaient des rapports certains avec des auteurs des attentats ». Le 15 décembre 1941, les 70 otages, dont Francis Créno, furent fusillés au Mont-Valérien. Il avait 32 ans.

## Politique et administration
| Période                                  | Période                   | Identité                                       | Étiquette | Qualité |
| ---------------------------------------- | ------------------------- | ---------------------------------------------- | --------- | --- |
| Les données manquantes sont à compléter. |                           |                                                |           | |
| ?                                        | 1914 (décès)              | M. Abbé                                        |           | |
| mars 1914                                | ?                         | Pierre Desnos                                  |           | Propriétaire cultivateur                                                                                      |
| avant 1929                               | après 1939                | Jean Goger                                     |           | Cultivateur                                                                                                   |
| Les données manquantes sont à compléter. |                           |                                                |           | |
| ?                                        | mai 1953                  | Jean Gaultier                                  |           | |
| mai 1953                                 | mars 1977                 | Charles Le Normand (1906-1998)                 |           | Comte de Lourmel du Hourmelin                                                                                 |
| mars 1977                                | mars 1989                 | Georges Lainé (1937-2017)                      |           | Chef d'entreprise du bâtiment                                                                                 |
| mars 1989                                | novembre 2006 (démission) | Jean Briend                                    |           | Kinésithérapeute                                                                                              |
| janvier 2007                             | En cours (au 31 mai 2020) | Philippe Dauly, Réélu pour le mandat 2020-2026 | DVG       | Chauffeur de car Premier adjoint au maire (2001 → 2007) Vice-président de la CC Plancoët-Plélan (2014 → 2016) |

## Démographie
L'évolution du nombre d'habitants est connue à travers les recensements de la population effectués dans la commune depuis 1793. Pour les communes de moins de 10 000 habitants, une enquête de recensement portant sur toute la population est réalisée tous les cinq ans, les populations de référence des années intermédiaires étant quant à elles estimées par interpolation ou extrapolation. Pour la commune, le premier recensement exhaustif entrant dans le cadre du nouveau dispositif a été réalisé en 2007.

En 2022, la commune comptait 1 247 habitants, en évolution de +9,96 % par rapport à 2016 (Côtes-d'Armor : +1,78 %, France hors Mayotte : +2,11 %).
| 1793  | 1800  | 1806  | 1821  | 1831  | 1836  | 1841  | 1846  | 1851  |
| ----- | ----- | ----- | ----- | ----- | ----- | ----- | ----- | ----- |
| 1 347 | 1 375 | 1 271 | 1 326 | 1 368 | 1 366 | 1 300 | 1 391 | 1 379 |

| 1856  | 1861  | 1866  | 1872  | 1876  | 1881  | 1886  | 1891  | 1896  |
| ----- | ----- | ----- | ----- | ----- | ----- | ----- | ----- | ----- |
| 1 440 | 1 486 | 1 510 | 1 460 | 1 502 | 1 501 | 1 561 | 1 539 | 1 532 |

| 1901  | 1906  | 1911  | 1921  | 1926  | 1931  | 1936  | 1946  | 1954  |
| ----- | ----- | ----- | ----- | ----- | ----- | ----- | ----- | ----- |
| 1 537 | 1 529 | 1 509 | 1 219 | 1 204 | 1 202 | 1 171 | 1 116 | 1 102 |

| 1962  | 1968  | 1975 | 1982 | 1990 | 1999 | 2006  | 2007  | 2012  |
| ----- | ----- | ---- | ---- | ---- | ---- | ----- | ----- | ----- |
| 1 060 | 1 006 | 893  | 951  | 947  | 921  | 1 009 | 1 022 | 1 123 |

| 2017  | 2022  | - | - | - | - | - | - | - |
| ----- | ----- | - | - | - | - | - | - | - |
| 1 141 | 1 247 | - | - | - | - | - | - | - |

## Lieux et monuments

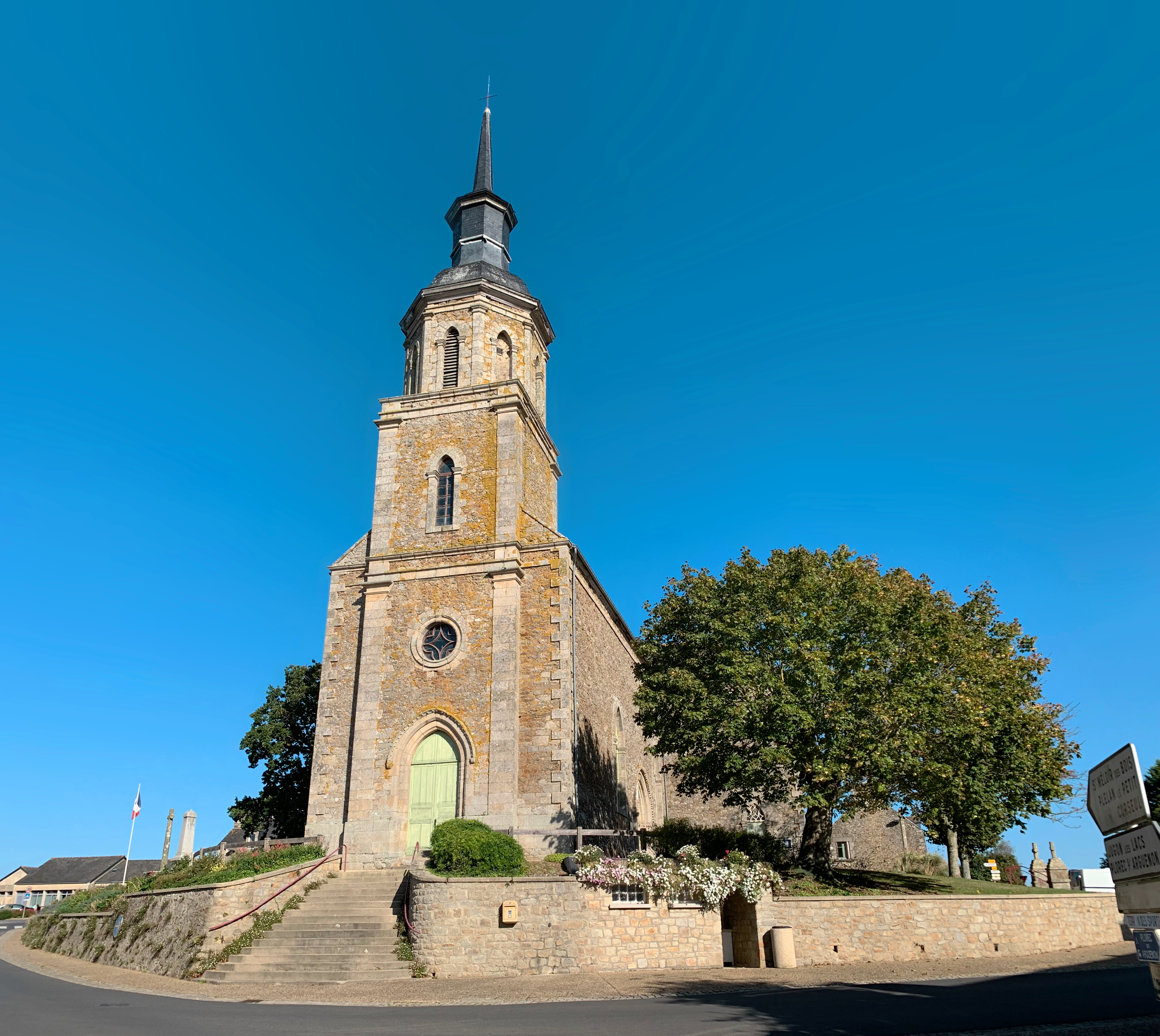
L'église Saint-Nicodème.

Bourseul compte 3 monuments classés Monuments Historiques :
- L'église Saint-Nicodème, du XIIe siècle, comprenant un porche sud conservant une porte romane, avec entrée à double meneau central. Des masques ornent les chapiteaux. Inscrit MH (1964)[26]
- La croix de cimetière du XVIIIe siècle, situé au pied de l'église, reposant sur un socle portant les signes sculptés des quatre évangélistes.
- Le château de Beaubois du XVIIe siècle.
- Moulin du Pont Loyer[27].

## Personnalités liées à la commune
- Désiré Letort (1943-2012), coureur cycliste né à Bourseul (8 participations au Tour de France - 1 étape en maillot jaune en 1969).

## Héraldique
| Blason | Blasonnement : Écartelé : au 1er d'argent à un chêne de sinople englandé de gueules, au 2e de gueules à trois étoiles d'argent posées 2 et 1, au 3e de gueules à une hermine passante d'argent colletée de la jarretière de Bretagne, au 4e coupé émanché d'azur et d'hermines. |

## Galerie

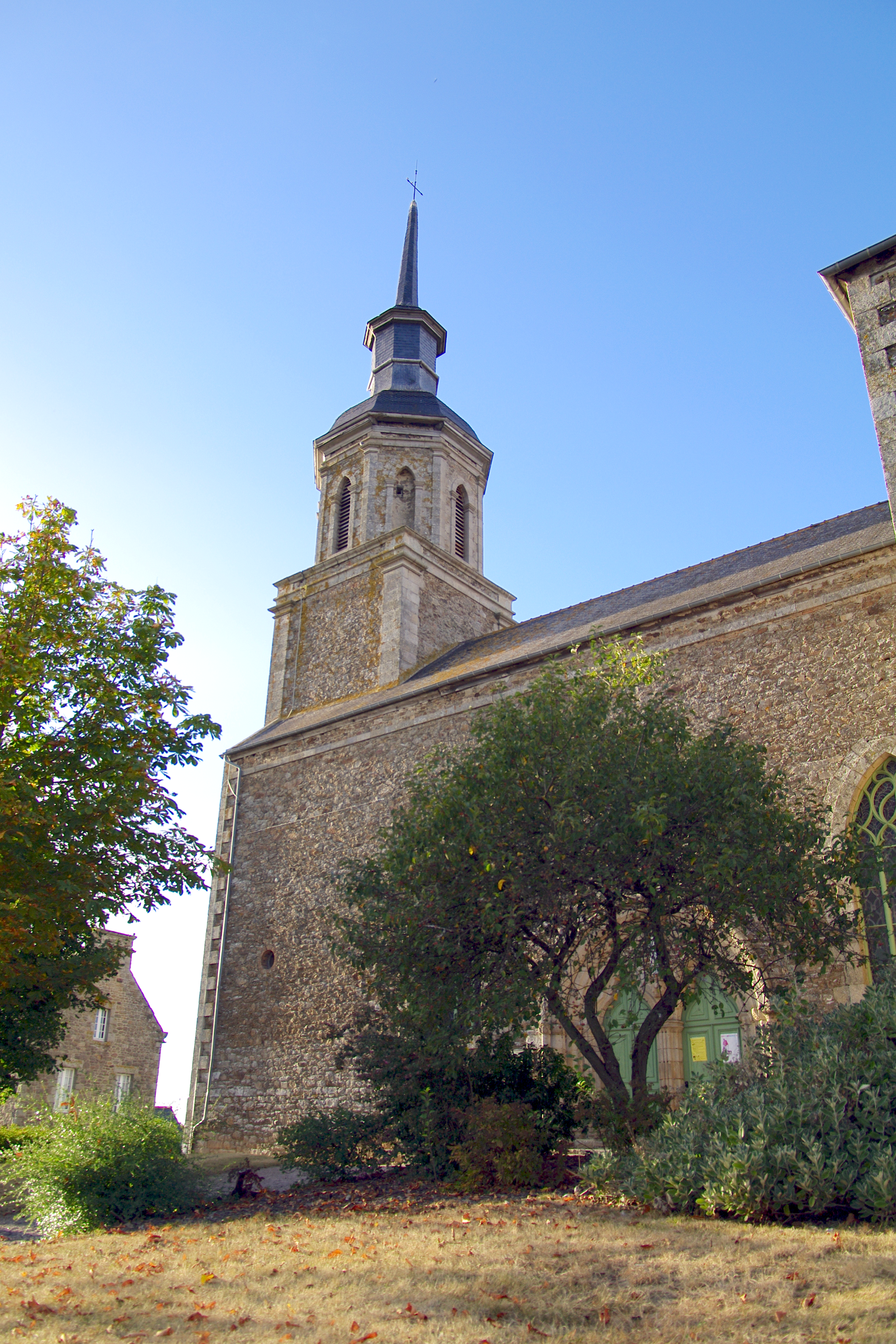
Église Saint-Nicodème.
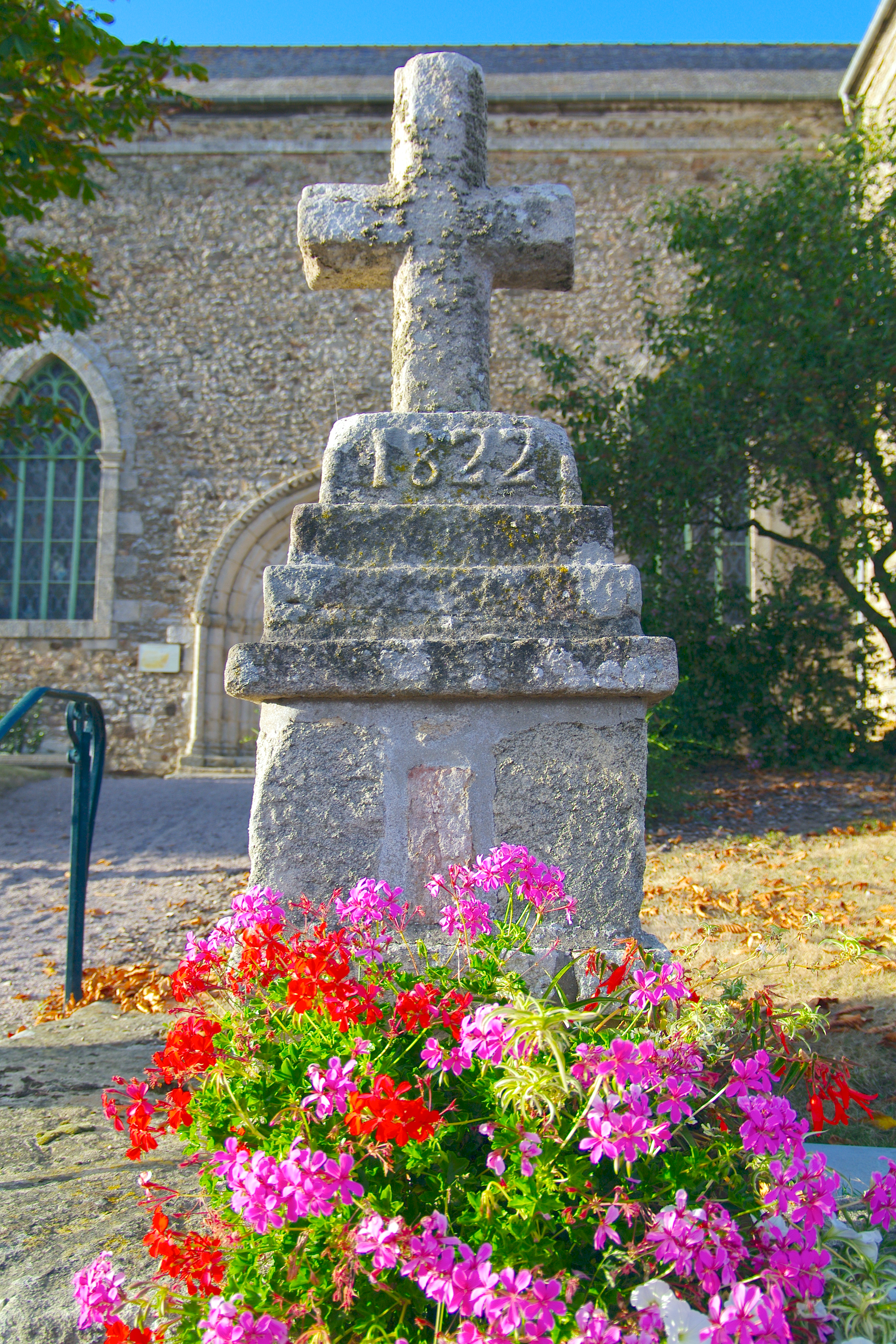
Église Saint-Nicodème.
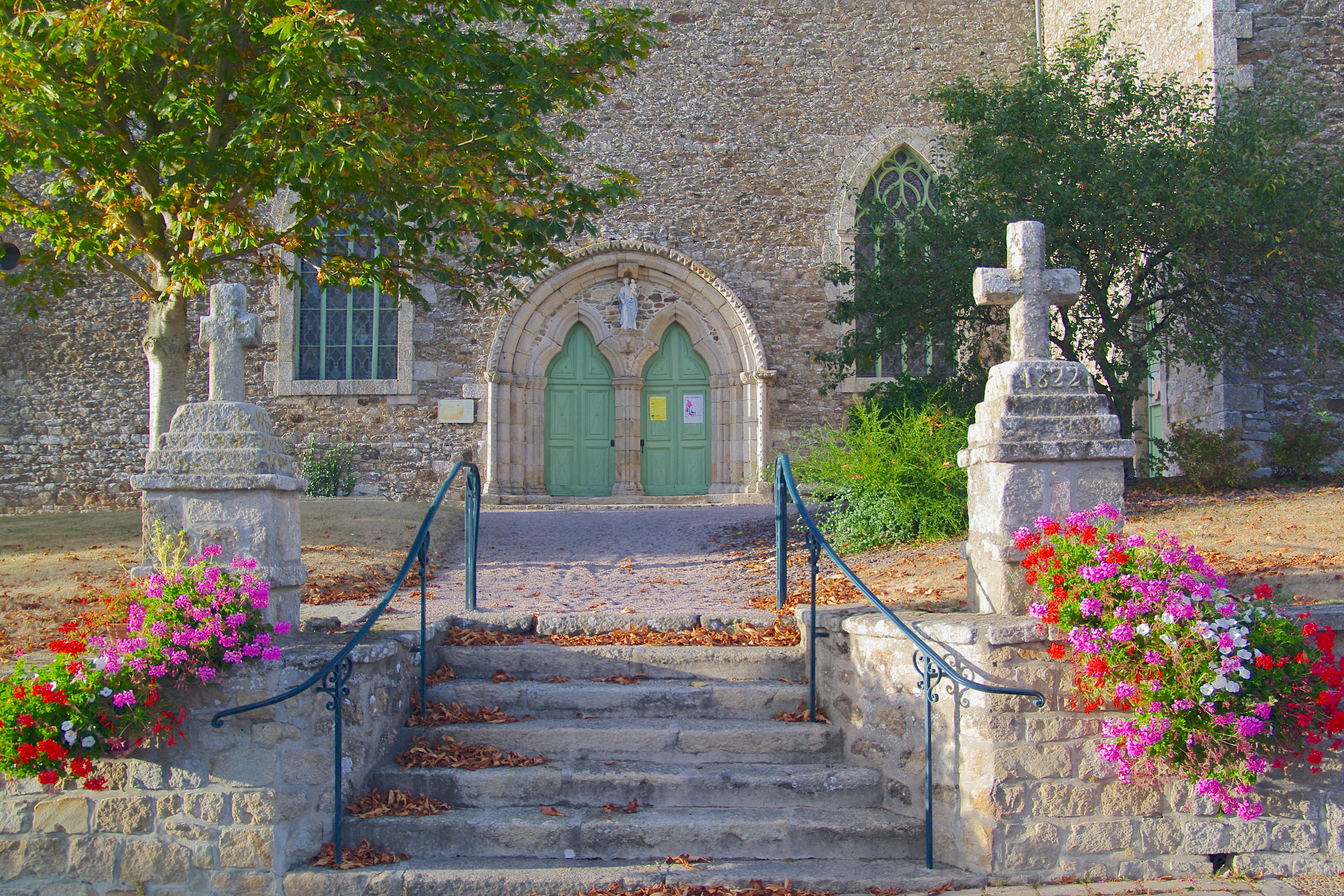
Église Saint-Nicodème.
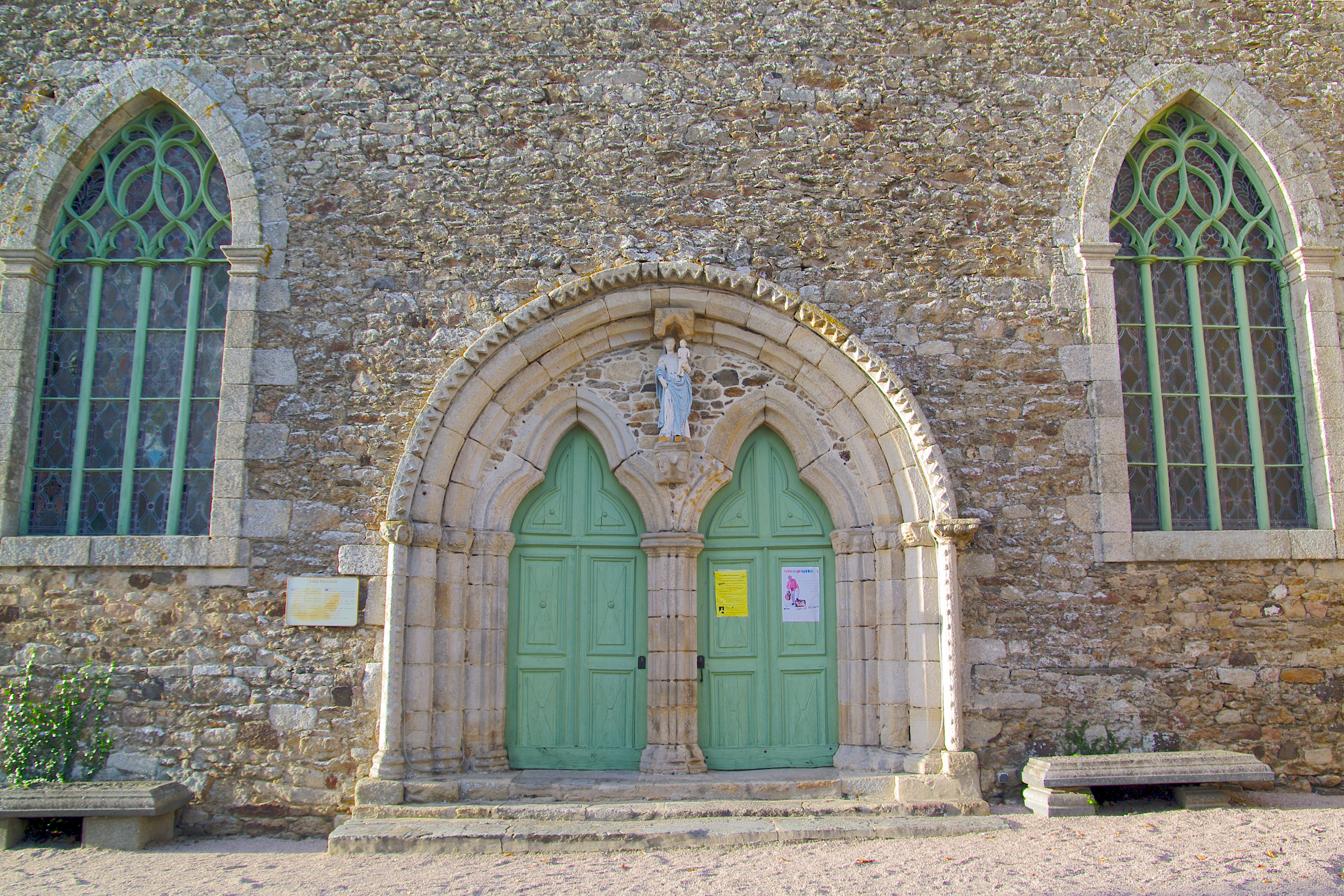
Église Saint-Nicodème.
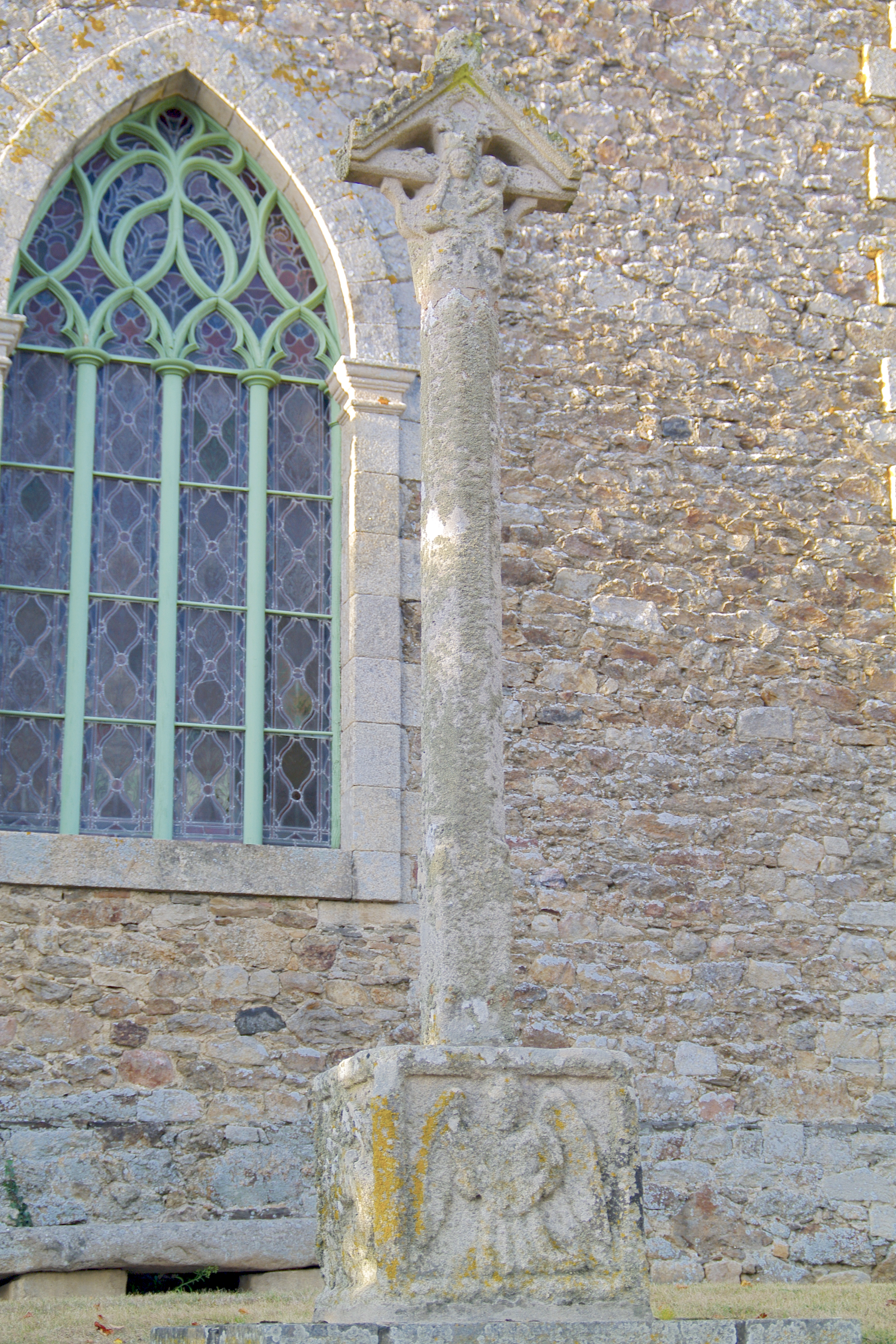
Croix.
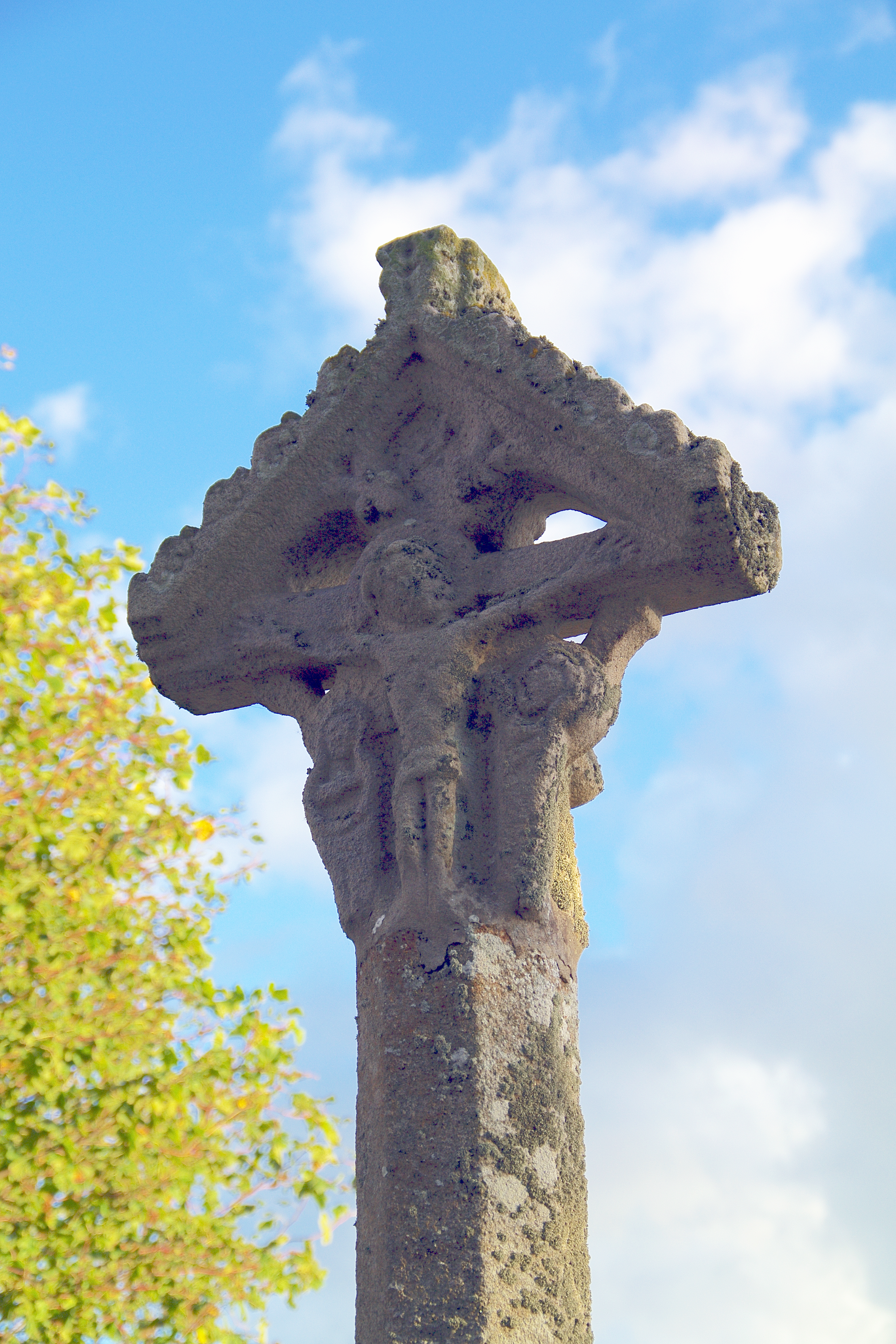
Croix côté église.
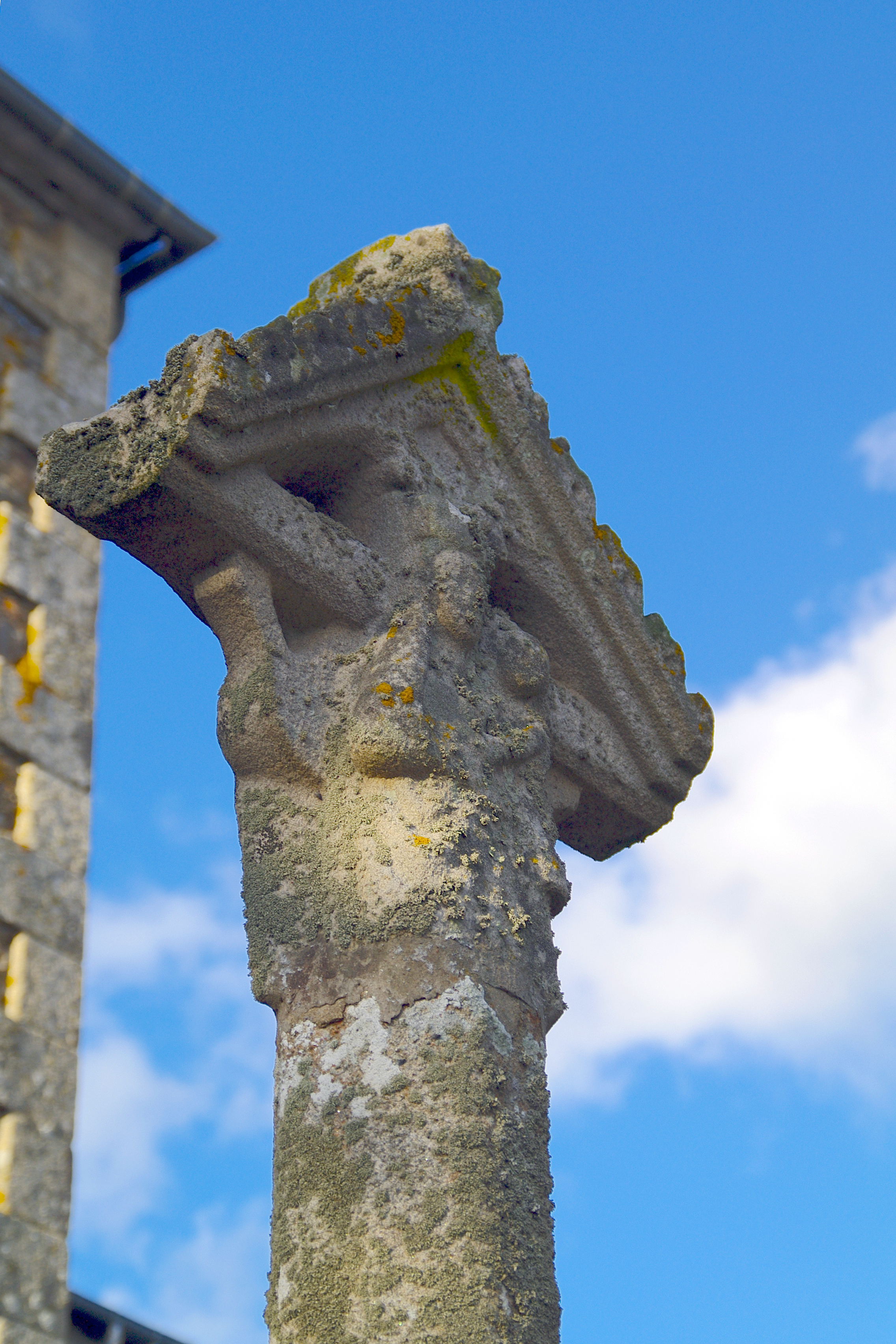
Croix côté opposé.
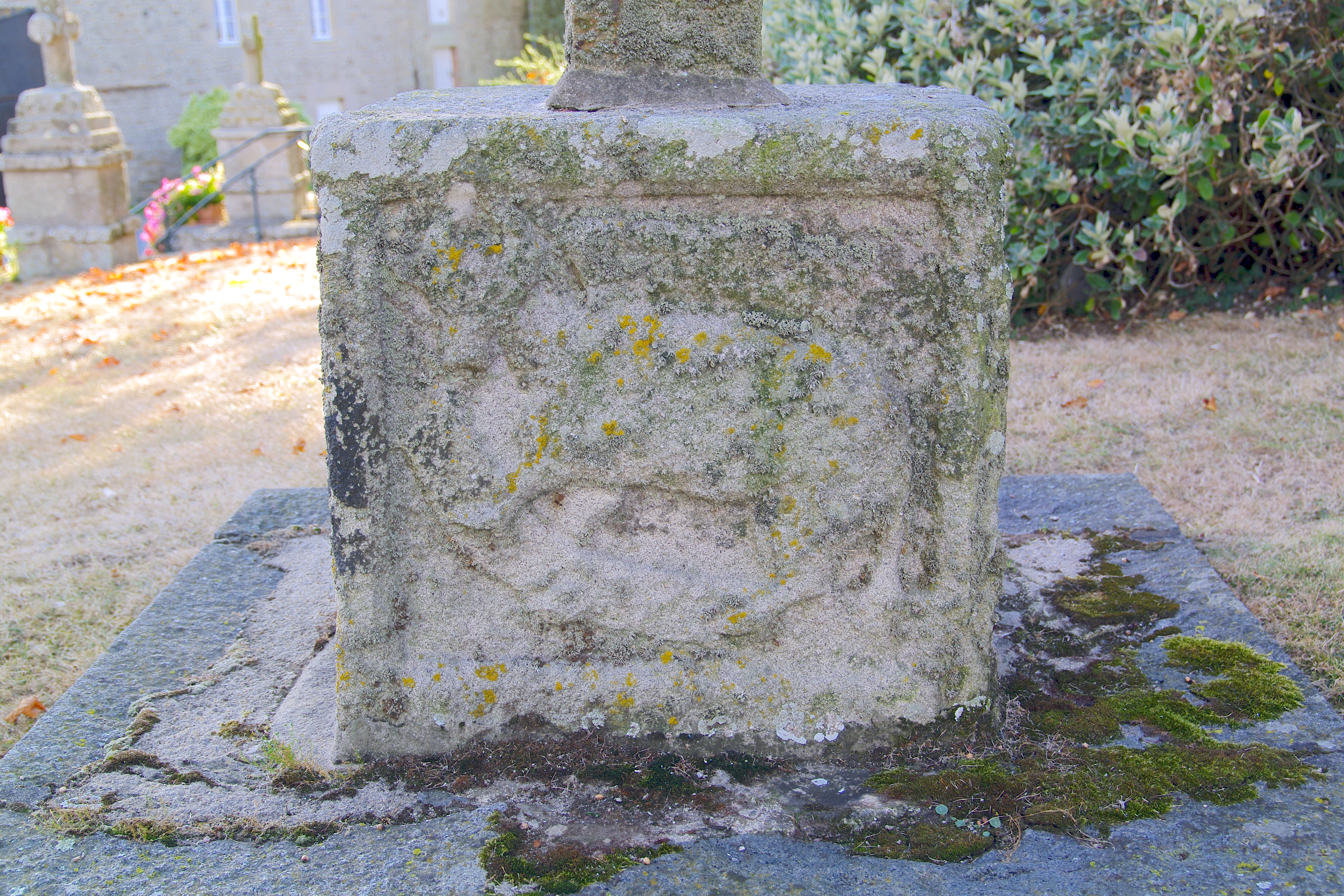
Socle de la croix face 1.
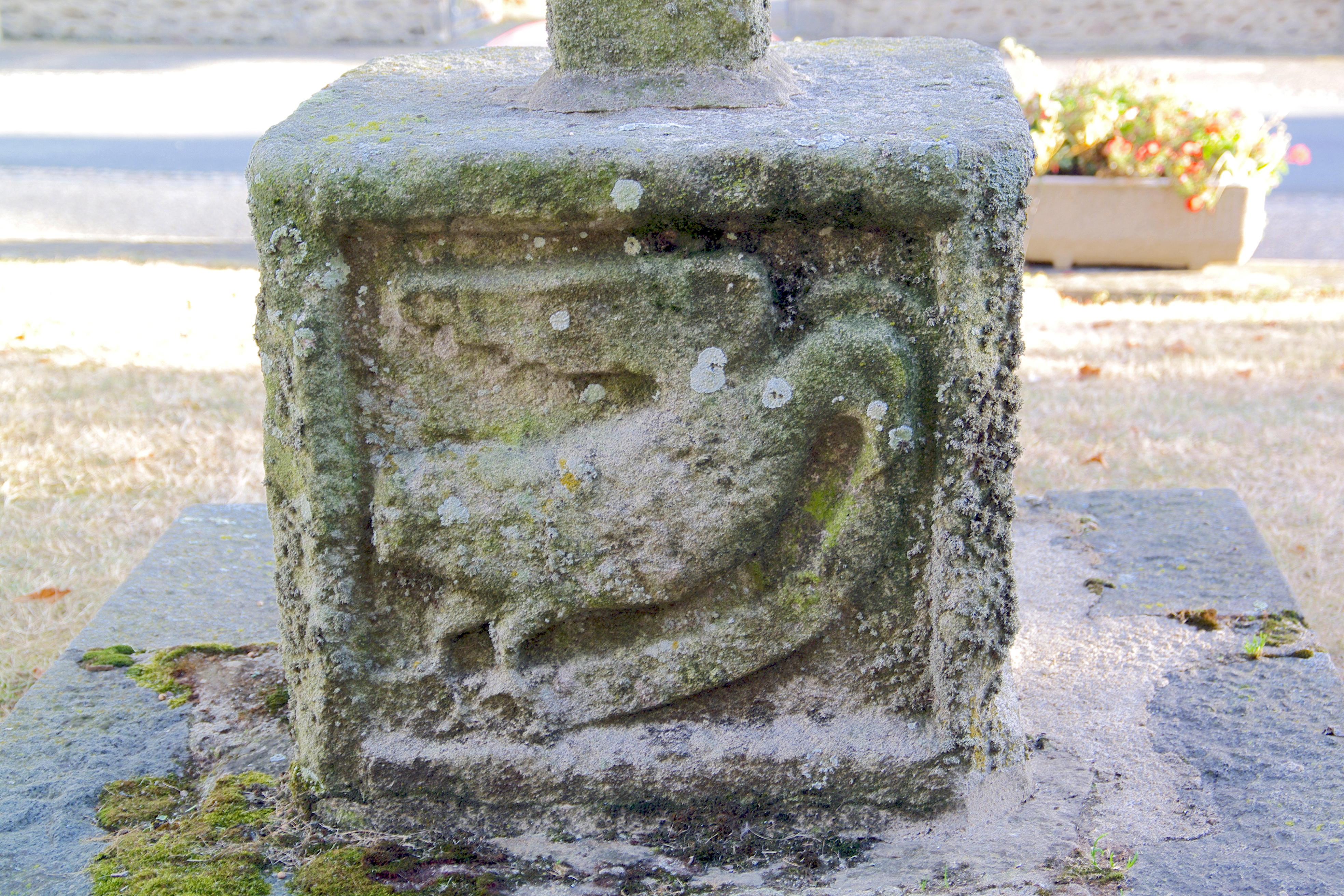
Socle de la croix face 2.
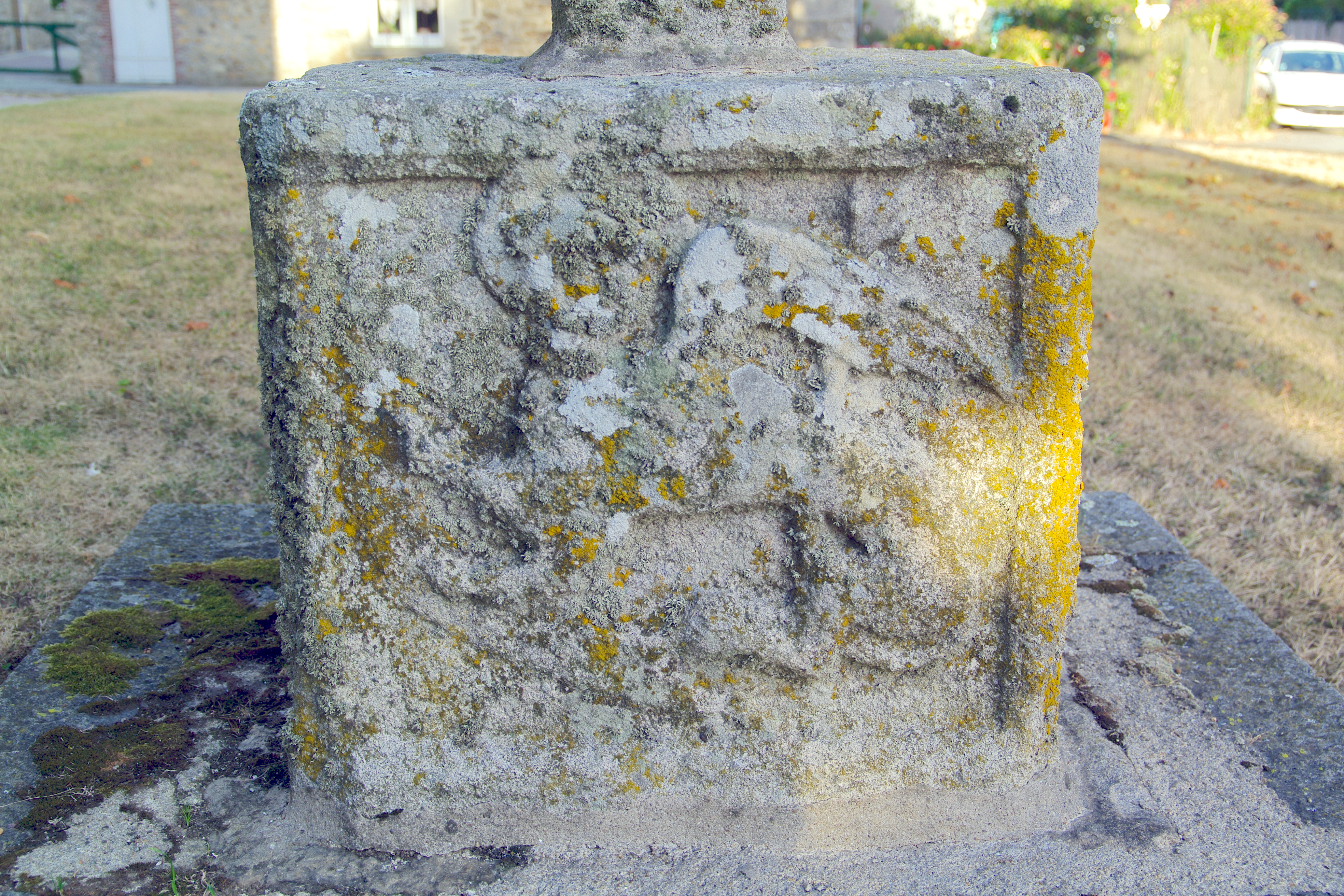
Socle de la croix face 3.
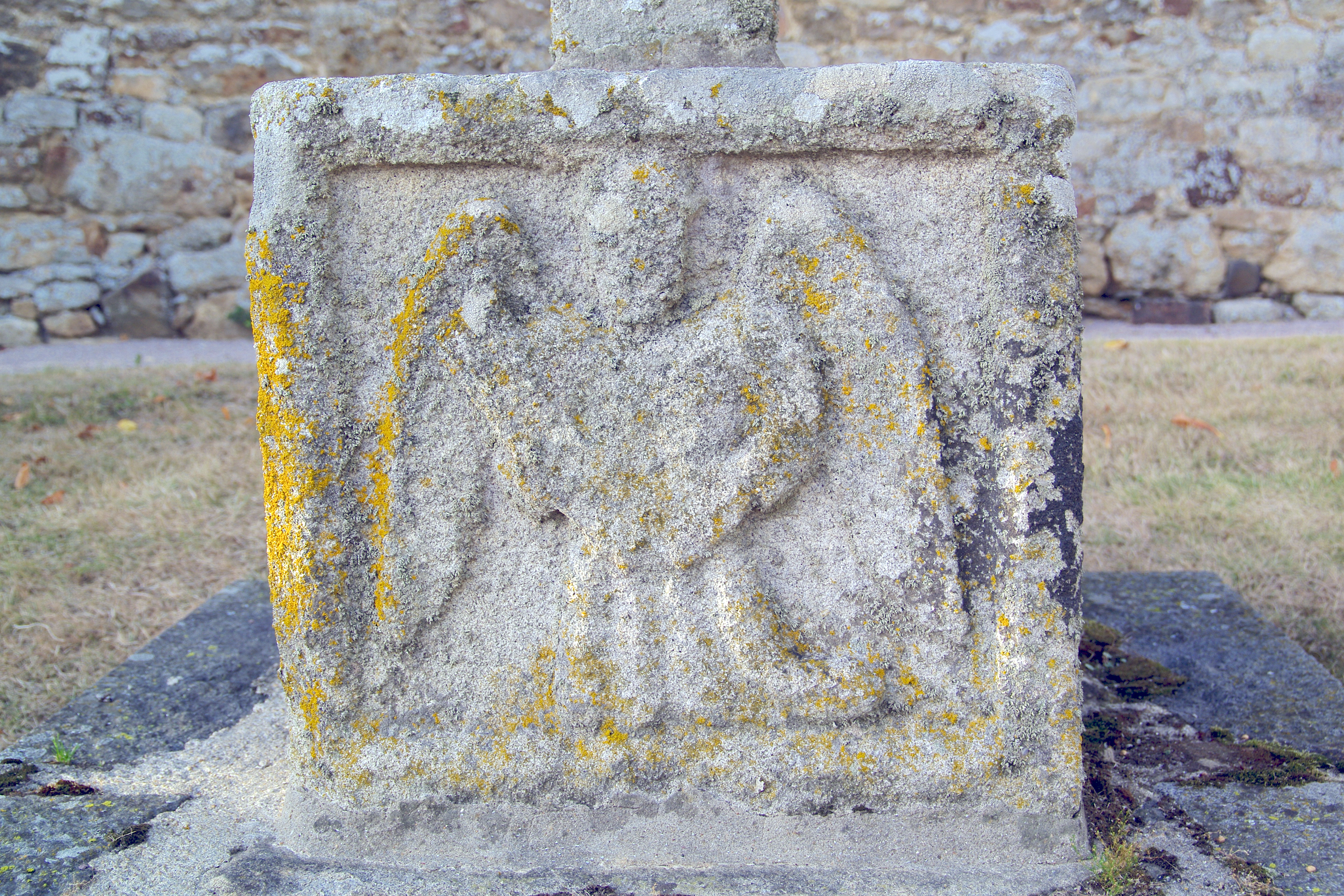
Socle de la croix face 4.
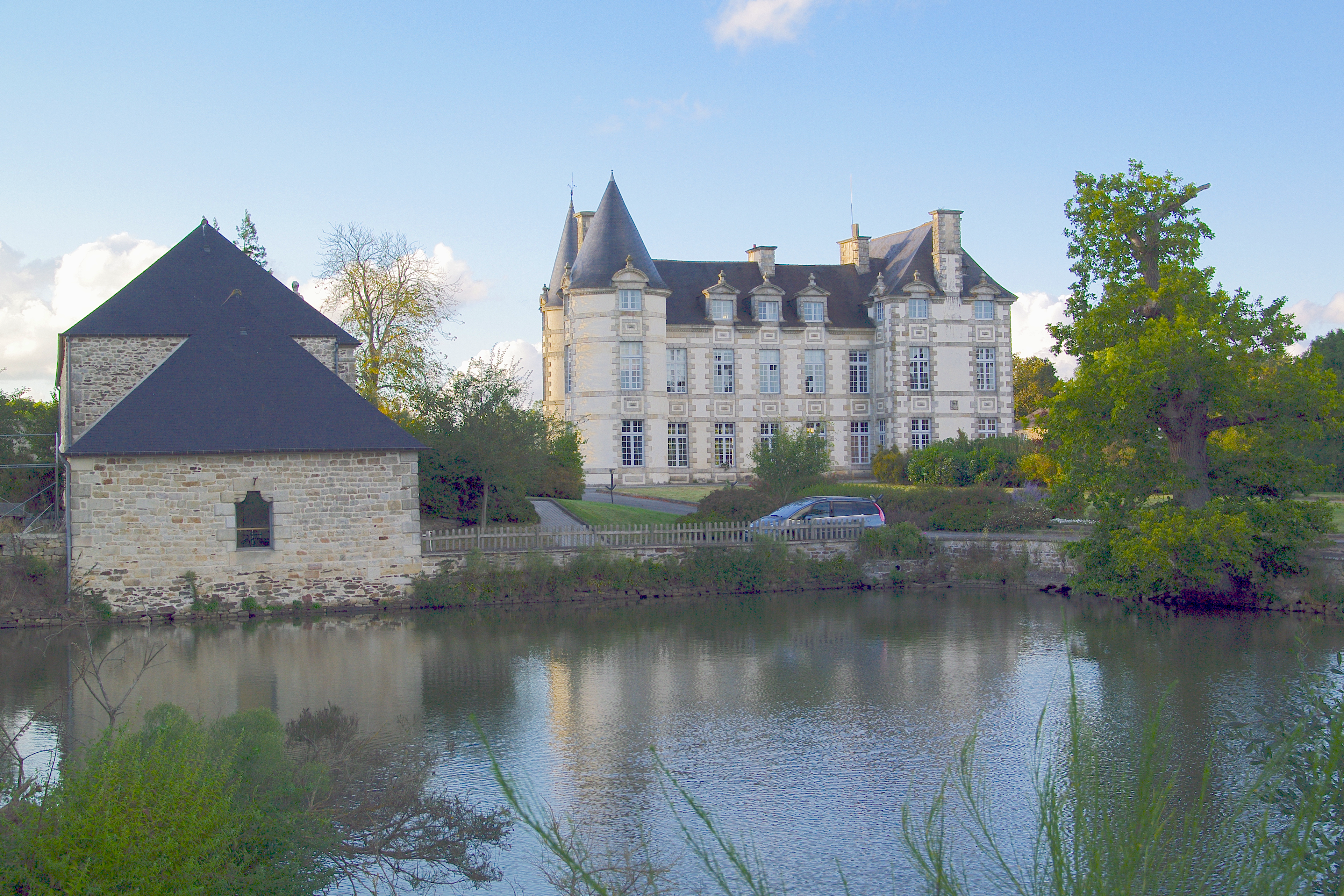
Château Beaubois.